# Cosnac
Cosnac – miejscowość i gmina we Francji, w regionie Nowa Akwitania, w departamencie Corrèze.
Według danych na rok 1990 gminę zamieszkiwały 1962 osoby, a gęstość zaludnienia wynosiła 98 osób/km² (wśród 747 gmin Limousin Cosnac plasuje się na 48. miejscu pod względem liczby ludności, natomiast pod względem powierzchni na miejscu 338.).

## Populacja

Populacja Cosnac w latach 1962–2008